# Delitti senza castigo
Delitti senza castigo (Kings Row)  è un film del 1942 diretto da Sam Wood. È stato tratto da un romanzo di Henry Bellamann (1940) e nel cast figura il futuro Presidente degli Stati Uniti Ronald Reagan, accanto, tra gli altri, ad Ann Sheridan, Robert Cummings e Charles Coburn. Lo stesso Reagan lo considerò il suo miglior film.

## Trama
La storia segue le vite di un gruppo di giovani abitanti di Kings Row, una cittadina americana tra la fine dell'Ottocento e i primi anni del novecento. Giovani vite caratterizzate da crudeltà e follia.
Parris Mitchell vive con la nonna ma è innamorato di Cassandra Tower, figlia del famoso dottor Alexander Tower, la madre invece vive rinchiusa in casa e alla fine anche la ragazza è costretta a rinchiudersi in casa. Anni dopo Parris, studente di medicina, inizia a fare pratica sotto la guida proprio del dottor Tower e in questo modo ritrova Cassandra con la quale inizia una relazione. Interessato a perfezionarsi in psichiatria propone alla ragazza di sposarlo e accompagnarlo a Vienna, la ragazza inizialmente rifiuta ma dopo implora Parris di portarla via.
Il giorno seguente vengono scoperti i corpi di Cassandra e del padre ormai defunti, lei è stata avvelenata proprio dal padre che poi si è sparato, avendo notato in lei i segni iniziali di uno squilibrio mentale di cui soffriva anche la madre. In questo modo il dottore ha cercato di evitare che la vita di Parris venisse rovinato dal matrimonio con Cassandra come la sua vita era stata rovinata dal matrimonio con la madre della ragazza.
Il miglior amico di Parris, Drake McHugh è un ricco orfano innamorato di Louise Gordon ma il padre di lei disapprova questa unione e la ragazza pur di non contrariarlo rompe la relazione. Nel periodo in cui Parris si trova a Vienna Drake subisce un rovescio finanziario che lo costringe a cercare lavoro e viene assunto dalle ferrovie locali dove conosce Randy e inizia a corteggiarla. Rimane vittima di un incidente e resta gravemente ferito alle gambe, il dottor Gordon ritiene necessaria l'amputazione di entrambe le gambe. Drake e Randy riescono ugualmente a sposarsi e grazie al sostegno economico di Parris iniziano a costruire case per operai. Parris propone a Drake di andare a vivere in una di queste case lontano dalla ferrovia ma Drake ha una crisi isterica e fa giurare a Randy di non fargli mai abbandonare la stanza in cui vive rinchiuso.
Parris, terminati gli studi a Vienna, decide di stabilirsi a Kings Row dopo aver saputo che dopo la morte del dottor Gordon la città non ha nessun medico. Louise gli rivela che il padre sapeva che l'amputazione delle gambe di Drake non era necessaria e lo ha fatto solo per odio. Parris considera l'idea di rinchiudere Louise in un istituto per malati di mente sebbene la ragazza non sia malata solo per evitare che lei possa dire la verità a Drake o alle altre vittime del padre che venivano spesso operate senza anestesia ma la sua nuova amica Elise lo convince a trattare Drake come un normale paziente e non come il suo migliore amico.
La verità invece di fare sprofondare Drake nella depressione lo induce ad affrontare la vita con rinnovata forza e Parris, contento di aver riportato l'amico alla vita produttiva organizza il matrimonio con Elise.

## Colonna sonora
La colonna sonora è opera di Erich Wolfgang Korngold, compositore austriaco già due volte Premio Oscar (1937 e 1939) e noto anche per la sua musica orchestrale e da camera. Fu un successo tale che la Warner Bros. fu costretta a realizzare una risposta apposita per coloro che ne richiedevano la registrazione o gli spartiti. All'epoca era inusuale che una colonna sonora cinematografica venisse pubblicata (o addirittura registrata) per la pubblicazione commerciale. La musica fu registrata postuma alla morte dell'autore, nel 1979, da un'orchestra diretta da Charles Gerhadt. Il produttore fu il figlio di Korngold, Georg Korngold.
La colonna sonora, considerata una delle migliori opere di Korngold, tornò indirettamente alla ribalta quando John Williams ne trasse ispirazione per comporre il celebre Main Title di Star Wars.